# Торака
Тора̀ка (на италиански: Torraca) е село и община в Южна Италия, провинция Салерно, регион Кампания. Разположено е на 452 m надморска височина. Населението на общината е 1304 души (към 2010 г.).